# Citrus macroptera
Citrus macroptera, trong tên tiếng Anh là Melanesian popeda, cam dại, cabuyao, shatkora, hatkhora, hatxora hoặc satkara, là một loài cam quýt bán hoang dã có nguồn gốc từ Malesia, Sylhet và Melanesia.
Một số cơ quan chức năng xem xét C.macroptera  như là một từ đồng nghĩa phân loại của C.hystrix (chanh kaffir), trong khi những người khác xem xét C.macroptera var. annamensis là một từ đồng nghĩa của C.hystrix, nhưng không phải là C. macroptera var. macroptera.

## Miêu tả
Citrus macroptera được đặt tên như vậy vì "cánh" lớn (-ptera) trên cuống lá, lớn như phiến của lá. Cây có gai, và cây có thể đạt đến chiều cao 5 m. Quả của nó có đường kính vào khoảng 6–7 cm, có vỏ khá mịn, dày vừa phải và có màu vàng khi chín. Phần cùi của quả có màu vàng xanh và khô (không tạo ra nhiều nước ép). Nước trái cây rất đắng, và hơi chua.

## Giống
Các loài đôi khi được chia thành bốn giống, hoặc thay thế thành ba loài riêng biệt, như sau:
- C.macroptera var. macroptera
- C.macroptera var. annamensis Tanaka -> C. combara.
- C.macroptera var. combara (Raf.) Tanaka -> C. combara.
- C.macroptera var. kerrii Swingle -> C. kerrii (Swingle) Tanaka

## Canh tác
Một giống cây trồng của loài C. macroptera var. annamensis được gọi là 'Sat Kara', được trồng chủ yếu ở Phân khu Sylhet phía đông bắc Bangladesh, nơi nó được gọi là "hatkhora".

## Công dụng

### Dùng trong mục đích nấu nướng
Ở Bangladesh, phần thịt dày của Citrus macroptera được ăn như một loại rau, trong khi ruột thường bị loại bỏ vì vị chua và đắng của nó. Vỏ dày được cắt thành miếng nhỏ và nấu chín (hoặc xanh hoặc chín) trong các món thịt bò, thịt cừu và cà ri cá. Vỏ thường được phơi nắng để nấu ăn và tiêu thụ sau này. Trái cây cũng là một thành phần chính trong món dưa chua satkora / shatkora. Cà ri nấu với shatkora và thịt bò hoặc thịt cừu hiện được phục vụ trong nhiều nhà hàng thuộc sở hữu của Bangladesh ở Anh. Nó cũng được sử dụng trong các nhà hàng thức ăn nhanh khi chúng được ăn kèm với doner kebab. Một món ăn thịt bò shatkora được nấu bởi các đầu bếp địa phương trong Sylhet, Bangladesh (nơi shatkora có nguồn gốc từ) được đặc trưng trong chương trình nấu ăn của đầu bếp nổi tiếng người Anh Rick Stein - chương trình Far Eastern Odyssey Rick Stein (Tập 6), được phát sóng trên kênh BBC vào ngày 20 Tháng 8 năm 2009.

### Nước hoa
Nhiều loài quả C. macroptera var.annamensis được xuất khẩu từ Bangladesh, chính xác với giá cao vì dầu của họ được sử dụng trong ngành công nghiệp nước hoa.